# Fabrizio Sferra
Fabrizio Sferra (* 9. November 1959 in Rom) ist ein italienischer Jazz-Schlagzeuger.
Fabrizio Sferra spielte in der italienischen Jazzszene seit den 1980er Jahren u. a. mit Enrico Pieranunzi, Massimo Urbani, Antonello Salis, Maurizio Giammarco, Pietro Tonolo, Rita Marcotulli, Stefano Battaglia, Furio Di Castri, außerdem mit in Italien gastierenden Musikern wie Chet Baker, Lee Konitz, Mal Waldron, Kenny Wheeler, Toots Thielemans und Paul Bley. Vor allem in den 2000er Jahren arbeitete er mit Enrico Rava (Full of Life, 2003; Tribe, 2010) sowie mit Danilo Rea und Enzo Pietropaoli im Trio Doctor 3, außerdem mit eigenen Formationen. 2007 entstand mit dem Gitarristen Bebo Ferra und der Bassistin Rosario Bonaccorso das Trioalbum Visons; 2009 erschien sein Debütalbum Rooms. Im Quartett mit Pianist Giovanni Guidi, Bassist Joe Rehmer und Tenorsaxophonist Dan Kinzelman nahm er unter eigenem Namen das 2013 erschienene Album Untitled '28 auf.